# Анна Гассельборг
Анна Гассельборг (швед. Anna Hasselborg) — шведська керлінгістка, олімпійська чемпіонка.

## Кар'єра
Золоту олімпійську медаль та звання олімпійської чемпіонки Гассельборг виборола на Пхьончханській олімпіаді 2018 року в складі шведської команди, в якій грала на позиції скіпа.

## Виноски
1. ↑  Архівована копія. Архів оригіналу за 28 лютого 2018. Процитовано 25 лютого 2018.{{cite web}}:  Обслуговування CS1: Сторінки з текстом «archived copy» як значення параметру title (посилання) [Архівовано 2018-02-28 у Wayback Machine.]

| Kmjhksyscn | Це незавершена стаття про кьорлінґіста чи кьорлінґістку. Ви можете допомогти проєкту, виправивши або дописавши її. |